# Рыдзевский, Константин Николаевич
Константи́н Никола́евич Рыдзе́вский (17 марта 1852 — 11 ноября 1929, Ментона, Франция) — русский государственный деятель, товарищ министра внутренних дел, заведывающий полицией и командующий Отдельным корпусом жандармов в (1904—1905), сенатор, генерал от кавалерии.

## Биография
Из потомственных дворян Смоленской губернии. Родился в 1852 году в семье военного инженера, генерал-лейтенанта Николая Антоновича Рыдзевского.
Учился в гимназии Петришуле с 1862 по 1864 год. В 1872 году окончил Императорское Училище правоведения и поступил вольноопределяющимся в лейб-гвардии Конный полк, где через год был произведен в корнеты. Участвовал в Русско-турецкой войне 1877—78 годов, за проявленную храбрость был награждён двумя орденами и Золотым оружием «За храбрость».  В 1878—1880 годах служил адъютантом главнокомандующего войск гвардии и Петербургского военного округа Николая Николаевича (старшего). Окончил Офицерскую кавалерийскую школу. 
В 1891, в чине полковника, был назначен командиром 3-го драгунского Сумского полка. В 1894 году перешел на службу по ведомству Министерства императорского двора. Состоял для особых поручений при управляющем придворно-конюшенной частью, с 1896 — помощником управляющего придворно-конюшенной частью. В 1897 году был назначен заведующим канцелярией Министерства императорского двора. 6 мая 1898 года за отличия по службе был произведён в генерал-майоры с назначением в свиту Его Величества. С 1900 исполнял должность управляющего кабинетом Его Императорского Величества, часто исполняя обязанности Министра императорского двора и сопровождая императора в его путешествиях.
28 сентября 1904 года, с приходом к власти министра внутренних дел П. Д. Святополк-Мирского, назначен товарищем министра внутренних дел, заведующим полицией, и командующим Отдельным корпусом жандармов. В качестве товарища министра руководил делом по предупреждению и пресечению преступлений и охране общественной безопасности и порядка.
Накануне событий 9 января 1905 года, 8 января, принял у себя депутацию общественных деятелей во главе с М. Горьким, которые сообщили о мирных намерениях рабочих и призвали правительство вступить с ними в переговоры. Генерал ответил, что все необходимые меры правительством приняты, и посоветовал обратиться с увещанием к рабочим. Депутация удалилась ни с чем.
24 мая 1905 года освобождён от должности товарища министра и назначен сенатором, присутствовал в 1-м департаменте. 6 декабря 1906 года был произведён в генерал-лейтенанты, 6 декабря 1916 года — генералы от кавалерии. После революции 1917 года в эмиграции во Франции. Скончался 11 ноября 1929 года в Ментоне, похоронен на кладбище Трабуке.

## Семья
Жена (с 24 августа 1886; г. Елец) — Ольга Александровна Стахович (1859—1904), дочь А. А. Стаховича. По словам В. Ф. Джунковского, «была самой милой и симпатичной из всей семьи Стахович, но на ней всегда был какой-то отпечаток грусти, что как-то еще более привлекало к ней; говорили, что ей не легко жилось с мужем, человеком тяжелого характера».

## Награды
- Орден Святой Анны 3-й степени с мечами и бантом (1877)
- Золотая сабля с надписью "За храбрость" (1877)
- Орден Святого Владимира 4-й степени с мечами и бантом (1877)
- Орден Святого Станислава 2-й степени (1881)
- Орден Святой Анны 2-й степени (1883)
- Орден Святого Владимира 3-й степени (1895)
- Орден Святого Станислава 1-й степени (1901)
- Орден Святой Анны 1-й степени (1904)
- Орден Святого Владимира 2-й степени (1910)
- Орден Белого орла (21.02.1913)